# Periglaciális
A periglaciális területek a jéggel borított és a jég körül elhelyezkedő területek, melyeken a jég aktív felszínalakító folyamatokban vesz részt és így a fagyott talaj-jég rendszer változatos formákat hoz létre. Más definíció szerint azt nevezzük periglaciális környezetnek, ahol a víz a folyadék halmazállapot helyett már szilárd halmazállapotban irányítja a morfológiai folyamatokat.

## Előfordulása: a pólusok közelében vagy nagy magasságban
Periglaciális területek elsősorban a Földön és a Marson jellemzőek. Mindkét bolygón vagy nagy földrajzi szélességeken, vagy nagy magasságban találjuk meg őket. 

### A Földön
A tartósan fagyott területek (permafroszt) ma a kontinenseknek mintegy egyötödén formálják a morfológiát. Egy korábbi földtörténeti időszakban, a pleisztocénben, a periglaciális területek a Föld kontinentális felületének mintegy egyharmadát foglalták el.

### A Marson
A tartósan fagyott területek a Mars felszínének szinte a teljes felszínét meghatározzák. Voltak azonban olyan korábbi marstörténeti időszakok, amikor a periglaciális területek a Marson is a poláris vidékekre korlátozódtak.

## Kapcsolódó szócikk
- fagypúp (tufur)